# ولج پلج (ویشگرد)
ولج پلج (ویشگرد) (به لاتین: Velje Polje (Višegrad)) یک منطقهٔ مسکونی در بوسنی و هرزگوین است که در ویشه‌گراد واقع شده‌است.